# La Paz (Honduras)
La Paz è una città dell'Honduras, capoluogo del dipartimento omonimo.
Il comune venne istituito nel 1821 con la denominazione "Valle de las Piedras" ed ottenne lo status di città cambiando il nome in quello attuale il 14 settembre 1848.